# 莫里斯·斯托克斯
莫里斯·斯托克斯（英語：Maurice Stokes，1933年6月17日—1970年4月6日），美国NBA联盟前职业篮球运动员。
斯托克斯靈敏的素質與優秀的體能使他被選上後不久即成為主將。不幸的是第三年季後賽第一輪遇上底特律活塞隊時，因腦部受到重創，在車程中暈倒，醫生隨後診斷他的運動神經中樞已受損，只能眨眼，雖後來經復健已可以打字，但在離開球場後的第12年即離開人世，卒年36歲。